# Pseuderanthemum andersonii
Pseuderanthemum andersonii är en akantusväxtart som beskrevs av Gustav Lindau. Pseuderanthemum andersonii ingår i släktet Pseuderanthemum och familjen akantusväxter. Inga underarter finns listade i Catalogue of Life.